# Касательная прямая

График функции (чёрная кривая) и касательная прямая (красная прямая)

Каса́тельная пряма́я — прямая, проходящая через точку кривой и совпадающая с ней в этой точке с точностью до первого порядка.

## Строгое определение
- Пусть функция {\displaystyle f\colon U(x_{0})\subset \mathbb {R} \to \mathbb {R} } определена в некоторой окрестности точки {\displaystyle x_{0}\in \mathbb {R} }, и дифференцируема в ней: {\displaystyle f\in {\mathcal {D}}(x_{0})}. Касательной прямой к графику функции {\displaystyle f} в точке {\displaystyle x_{0}} называется график линейной функции, задаваемый уравнением
{\displaystyle y=f(x_{0})+f'(x_{0})(x-x_{0}),\quad x\in \mathbb {R} }.
- Если функция {\displaystyle f} имеет в точке {\displaystyle x_{0}} бесконечную производную {\displaystyle f'(x_{0})=\pm \infty ,} то касательной прямой в этой точке называется вертикальная прямая, задаваемая уравнением
{\displaystyle x=x_{0}.}

## Замечание
Прямо из определения следует, что график касательной прямой проходит через точку {\displaystyle (x_{0},f(x_{0}))}. Угол {\displaystyle \alpha } между касательной к кривой и осью Ох удовлетворяет уравнению
{\displaystyle \operatorname {tg} \,\alpha =f'(x_{0})=k,}
где {\displaystyle \operatorname {tg} } обозначает тангенс, а {\displaystyle \operatorname {k} } — коэффициент наклона касательной.
Производная в точке {\displaystyle x_{0}} равна угловому коэффициенту касательной к графику функции {\displaystyle y=f(x)} в этой точке.

## Касательная как предельное положениесекущей

Пусть {\displaystyle f\colon U(x_{0})\to \mathbb {R} } и {\displaystyle x_{1}\in U(x_{0}).} Тогда прямая линия, проходящая через точки {\displaystyle (x_{0},f(x_{0}))} и {\displaystyle (x_{1},f(x_{1}))} задаётся уравнением
{\displaystyle y=f(x_{0})+{\frac {f(x_{1})-f(x_{0})}{x_{1}-x_{0}}}(x-x_{0}).}
Эта прямая проходит через точку {\displaystyle (x_{0},f(x_{0}))} для любого {\displaystyle x_{1}\in U(x_{0}),} и её угол наклона {\displaystyle \alpha (x_{1})} удовлетворяет уравнению
{\displaystyle \operatorname {tg} \,\alpha (x_{1})={\frac {f(x_{1})-f(x_{0})}{x_{1}-x_{0}}}.}
В силу существования производной функции {\displaystyle f} в точке {\displaystyle x_{0},} переходя к пределу при {\displaystyle x_{1}\to x_{0},} получаем, что существует предел
{\displaystyle \lim \limits _{x_{1}\to x_{0}}\operatorname {tg} \,\alpha (x_{1})=f'(x_{0}),}
а в силу непрерывности арктангенса и предельный угол
{\displaystyle \alpha =\operatorname {arctg} \,f'(x_{0}).}
Прямая, проходящая через точку {\displaystyle (x_{0},f(x_{0}))} и имеющая предельный угол наклона, удовлетворяющий {\displaystyle \operatorname {tg} \,\alpha =f'(x_{0}),} задаётся уравнением касательной:
{\displaystyle y=f(x_{0})+f'(x_{0})(x-x_{0}).}

## Касательная к окружности

Отрезки касательных

Прямая, имеющая одну общую точку с окружностью и лежащая с ней в одной плоскости, называется касательной к окружности.

### Свойства
1. Касательная к окружности перпендикулярна к радиусу, проведённому в точку касания.
2. Отрезки касательных к окружности, проведённые из одной точки, равны и составляют равные углы с прямой, проходящей через эту точку и центр окружности.
3. Длина отрезка касательной, проведённой к окружности единичного радиуса, взятого между точкой касания и точкой пересечения касательной с лучом, проведённым из центра окружности, является тангенсом угла между этим лучом и направлением от центра окружности на точку касания. «Тангенс» от лат. tangens — «касательная».

## Вариации и обобщения

### Односторонние полукасательные
- Если существует правая производная {\displaystyle f'_{+}(x_{0})<\infty ,} то пра́вой полукаса́тельной к графику функции {\displaystyle f} в точке {\displaystyle x_{0}} называется луч

{\displaystyle y=f(x_{0})+f'_{+}(x_{0})(x-x_{0}),\quad x\geqslant x_{0}.}
- Если существует левая производная {\displaystyle f'_{-}(x_{0})<\infty ,} то ле́вой полукаса́тельной к графику функции {\displaystyle f} в точке {\displaystyle x_{0}} называется луч

{\displaystyle y=f(x_{0})+f'_{-}(x_{0})(x-x_{0}),\quad x\leqslant x_{0}.}
- Если существует бесконечная правая производная {\displaystyle f'_{+}(x_{0})=+\infty \;(-\infty ),} то правой полукасательной к графику функции {\displaystyle f} в точке {\displaystyle x_{0}} называется луч

{\displaystyle x=x_{0},\;y\geqslant f(x_{0})\;(y\leqslant f(x_{0})).}
- Если существует бесконечная левая производная {\displaystyle f'_{-}(x_{0})=+\infty \;(-\infty ),} то левой полукасательной к графику функции {\displaystyle f} в точке {\displaystyle x_{0}} называется луч

{\displaystyle x=x_{0},\;y\leqslant f(x_{0})\;(y\geqslant f(x_{0})).}